# Paul Rudolf von Bilguer
Paul Rudolf (Rudolph) von Bilguer (Ludwigslust, 21 de setembre de 1815 - 16 de setembre de 1840), fou un jugador i teòric dels escacs alemany. Fou un dels membres del grup Plèiades de Berlín a la primera meitat del segle xix.
És especialment conegut com a coautor del Handbuch des Schachspiels. Va morir molt jove, abans que s'acabés el 'Handbuch', però la feina va ser completada pel seu amic Tassilo von Heydebrand und der Lasa. El llibre s'edità per primer cop el 1843, i fou el tractat d'escacs de referència a Europa durant tot el segle xix.